# بولا (فلم)
بولا (بالإنجليزية: Pula) فيلم جريمة دراما إثارة مستقل في الفلبين عام 2024 من سيناريو رينولد جيبا وإخراج بريلانتي ميندوزا. يشارك في بطولته كوكو مارتن، جوليا مونتيس، رايمارت سانتياغو, «كريستين بيرماس», لوتلوت دي ليون، ألان باول، إليزابيث أوروبيسا, «فينس ريلون» و«إينا أليجري». الفيلم يتحدث عن شرطي يعمل على حل قضية قتل طالبة. وقد عُرف الفيلم كمشروع "لميندوزا" و"مارتن".
تم إصدار الفيلم عالميًا على نتفليكس، على الرغم من التقييمات السلبية، حيث وصل إلى المرتبة الأولى في قائمة أفلام نيتفليكس العشرة الأعلى في الفلبين.

## القصة
تتعرض أسس مجتمع وثيق لهزة بسبب حدث مأساوي - قتل فتاة في سن المراهقة. ينطلق الرقيب الرئيسي «دانيال فاراون» في طريق الانتقام، متورطًا في الخداع والخيانة.

## الممثلون
- كوكو مارتن في دور دانيال فاراون
- جوليا مونتيس في دور ماجدا فاراون
- رايمارت سانتياغو في دور رايموند أناكتا
- كريستين بيرماس في دور تريشيا
- لوتلوت دي ليون في دور إلينا
- ألان باول في دور كانور
- إليزابيث أوروبيسا في دور الينج روزا
- فينس ريلون في دور جيف
- إينا أليجري في دور نوك نوك

## الإنتاج
بدأ التصوير في يوليو 2021 مع الطاقم والممثلين المؤكدة، بما في ذلك كوكو مارتن، جوليا مونتيس، ألان باول، لوتلوت دي ليون, إينا أليجري ورايمارت سانتياغو في بولا، ميندورو الشرقية. كان للفيلم عنوان مؤقت "الشرطي". كان الممثلون في عملية تصوير مغلقة بسبب تأثير جائحة كوفيد-19 في بولا، ميندورو الشرقية.

## الإصدار
تم إطلاق الفيلم عالميًا على نيتفليكس في 3 مايو 2024.

### الاستجابة النقدية
حصل الفيلم على تقييم بنسبة 24/100 من 6 مراجعات وفقًا لموقع إجمالي مراجعات الأفلام كريتيكلتورا، مما يشير عمومًا إلى تقييمات سلبية.
أعطت مراجعات جولدوين تقييمًا بنقطة من خمسة وقالت: "نككلونكوت داهيل نابونتا سي جوليا مونتيس سا جانيتونج كلاسينغ بالاباس ني كوكو مارتين. ماي إسانغ إكسينا كونغ سان ناجكارون سيا نغ اموشونال بريكداون. هندي كا مااوا بارا سا كانيهانغ كاراكتر. مااوا كا داهيل أنجاليه، بيرو أنج بانجيت نغ بيليكولا."

## روابط خارجية
- بولا  في قاعدة بيانات الأفلام على الإنترنت (بالإنجليزية)